# Taiwans kommunistparti
Taiwans kommunistparti (kinesiska: 臺灣共產黨 or 台灣共產黨; japanska: 台湾共産党) var en kortlivad revolutionär politisk organisation i det av Japan Taiwan. Trots dess korta existens, endast tre år (1928–1931), lyckades den påverka den taiwanesiska anti-koloniala självständighetsrörelsen. 
Det har gjorts vissa försök i Taiwan att återskapa ett parti med samma namn. Detta har dock ej kunnat genomföras på grund av en lag i Taiwan som förbjuder organisationer att förespråka kommunism.